# سووبیته
سووبیته (به لهستانی:  Słobity) یک منطقهٔ مسکونی در لهستان است که در گمینا ویلچنتا واقع شده‌است. سووبیته ۵۴۹ نفر جمعیت دارد.